# Elementary Chlorine Free
Elementary Chlorine Free, in het Nederlands "Elementair Chloorvrij", zonder het gebruik van chloorgas (Cl2), wordt gebruikt als aanduiding bij gebleekte papiersoorten. Het is tevens de naam van het bleekproces.

## Het bleekproces
Om de witheid van papier te verhogen en vergeling te voorkomen moet lignine worden gemodificeerd of verwijderd. Dit wordt ‘bleken’ genoemd.
Voor het bleken van lignine werd vroeger veelal chloorgas gebruikt, waardoor bij het bleken chloorhoudende afvalstoffen ontstonden. De papierindustrie schakelde in de jaren negentig van de vorige eeuw over op het ECF-proces (‘Elementair Chloorvrij’) en het TCF-proces (‘Totaal Chloorvrij’).
Voor het bleken van ECF aangemerkt papier wordt geen chloor(gas) gebruikt, maar worden chloorbleekloog of hypochloriet (ClO) en chloordioxide (ClO2) ingezet.
Hypochloriet kan direct aangeschaft worden of ter plekke worden gefabriceerd door chloor te laten reageren met (natron)loog:
2 NaOH + Cl2 ⇌ NaOCl + NaCl + H2O
Bij dit proces komen echter nog steeds veel wateroplosbare chlooralkanen vrij, die erg slecht voor het milieu zijn.
Chloordioxide is een onstabiel gas dat de vorming van chlooralkanen minimaliseert. Het wordt vaak ter plekke geproduceerd en gebruikt, omdat het in hogere concentraties explosief is.
2 NaClO3 + H2SO4 + SO2 → 2 ClO2 + 2 NaHSO4
Inmiddels is ook een TEF-blekingsproces (Totally Effluent Free) in ontwikkeling, dat helemaal geen afvalstroom (buiten enkele houtresten) meer kent. TEF, ook wel Closed Loop Bleaching (CLB) genoemd, zou een proces zonder waterlozing zijn.

## Milieueffect
Voor gebleekt 'houtvrij' papier is meer hout nodig dan voor ongebleekt ‘houthoudend’ papier, doordat er minder bruikbare celstof uit het hout wordt gewonnen. Het rendement van ECF-bleking is wel hoger dan bij TCF-bleking waardoor er dus minder hout nodig is voor dezelfde hoeveelheid celstof.

## Gebruik bij bamboe
Ook bij de productie van (toilet)papier uit bamboe wordt ECF-bleking gebruikt. Veel producenten claimen TCF-bleking dan wel CLB-bleking te gebruiken; hier is echter (anno 2025) nog geen keurmerk voor.